# Belbidae
Belbidae är en familj av spindeldjur. Belbidae ingår i ordningen kvalster, klassen spindeldjur, fylumet leddjur och riket djur.
Familjen innehåller bara släktet Belba.